# 廣信企業
廣信企業有限公司，簡稱廣信企業，（英語：GITIC Enterprises Limited，除牌當時0340.HK），業務生產雲石等建材產品，當時是廣東國際信託投資公司旗下公司。
當時母公司廣東國際信託投資公司，分拆建材業務上市，在1997年3月26日於香港交易所主板上市。但由於受亞太金融風暴影響，加上母公司資不抵債，引發母公司清盤。
在2000年，被駿新能源收購，由創富生物科技取代上市，到現時潼關黃金。

## 外部連結
- 中國礦業 WEBB-SITE.COM （页面存档备份，存于）